# Xayaburi-Talsperre

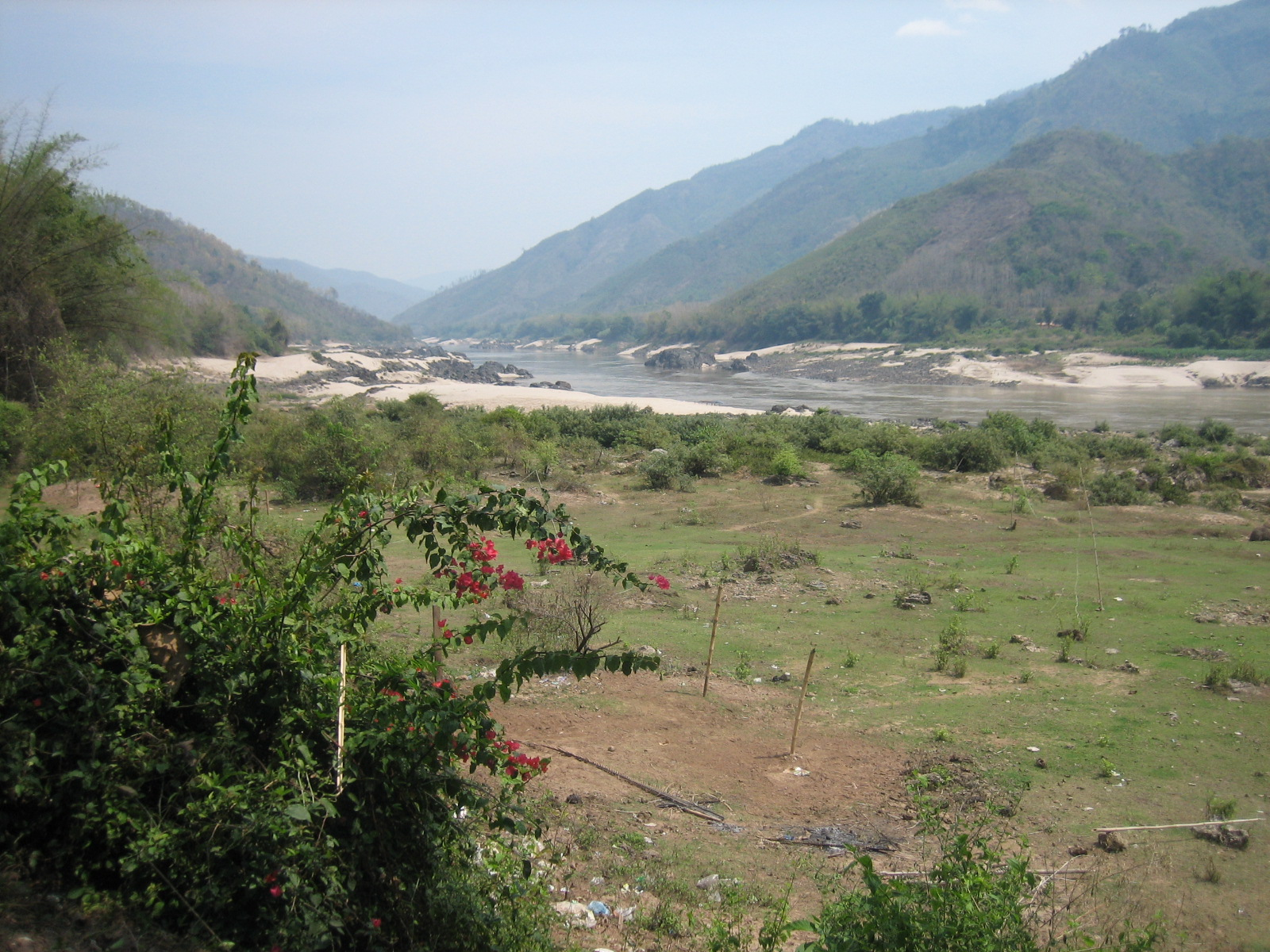
Das Mekong-Tal 2011 vor der Erstellung des Staudamms im Bereich der heutigen Staustufe.

Die Xayaburi-Talsperre (auch Sayaburi-Staudamm, laotisch: ເຂື່ອນໄຊຍະບູລີ, Aussprache: [kʰɯan sái.ɲaː.bùː.líː] Thai: เขื่อนไซยะบุรี) ist eine Talsperre mit einem Wasserkraftwerk am Mekong in der Provinz Sainyabuli im nördlichen Laos, rund zehn Kilometer östlich der Provinzhauptstadt. Sie ist seit Oktober 2019 in Betrieb.

## Bauwerksbeschreibung
Die Talsperre befindet sich 350 km flussaufwärts von Vientiane und 770 km flussabwärts von Jinghong, der letzten der sieben chinesischen Talsperren, die bereits am Oberlauf gebaut wurden (vier) oder werden (drei). Es gibt noch zwei weitere größere Projekte am Unterlauf des Mekong.
Die Xayaburi-Staumauer ist 820 m lang und 32,6 m hoch und hebt den Wasserspiegel um 32 m an.  Das Wasserkraftwerk hat eine Nennleistung von 1260 Megawatt. Die erzeugte elektrische Energie wird zu 95 % in Thailand von der EGAT (Staatliche Thailändische Elektrizitätsversorgung) genutzt.
Der entstandene Stausee hat eine Wasseroberfläche von 49 km² und erstreckt sich 60 km flussaufwärts. Das Einzugsgebiet ist 272.000 km² groß. Eine Schleuse und zwei Fischpässe sind ebenfalls vorhanden.
Die Baukosten betrugen 3,8 Milliarden Dollar bzw. 3,1 Milliarden Euro.
Am 7. November 2012 erfolgte ein symbolischer erster Spatenstich.
Bauträger und Betreiber der Anlage ist die Xayaburi Power Company Limited, eine Tochter von Ch. Karnchang (ช.การช่าง), Thailands zweitgrößtem Bauunternehmen, ein Unternehmen der japanischen Tokyu Group. Kreditgeber ist ein Konsortium aus vier thailändischen Banken. Die Ingenieursarbeiten werden von der finnischen Gesellschaft Pöyry ausgeführt. Die deutsche Dorsch-Gruppe ist an der Planung des Projekts beteiligt.

## Kritik
Unter anderem der WWF befürchtet negative Auswirkungen des Projektes auf den Naturhaushalt und auf die Landwirtschaft. Im Mekong-Delta werden bis zu drei Ernten im Jahr auf dem fruchtbaren Boden eingebracht. Das Steigen des Meeresspiegels hat dort dazu geführt, dass dem Delta Land verloren geht und dass das Grundwasser immer mehr versalzt. Der Xayaburi-Staudamm trägt dazu bei, dass weniger Sedimente talabwärts transportiert werden. Wenn die Sedimente als Baustoff ausfallen, droht das Delta ökologisch umzukippen.
Ende 2011 verschob die Mekong-River-Kommission aus den vier beteiligten Ländern Laos, Thailand, Vietnam und Kambodscha den Baubeginn zunächst, da man unter anderem negative Auswirkungen auf Fischerei und Landwirtschaft befürchtete. Eine Umweltverträglichkeitsstudie sollte durchgeführt werden. Die Kommission, deren Entscheidungen nicht verbindlich sind, hatte sich letztlich gegen den Bau des Staudamms ausgesprochen.
Danach bekräftigte der stellvertretende Minister für Energie und Bergbau, Viraphonh Viravong (ວິຣະພົນ ວິຣະວົງ), es gebe keinen weiteren Diskussionsbedarf mehr. Diese Haltung der Regierung von Laos und das Verschwinden des Umweltaktivisten Sombath Somphone (ສົມບັດ ສົມພອນ) im Dezember 2012 hatten den internationalen Druck auf das Land weiter verstärkt.
Verschiedene Kritiker meinen, der Staudamm bringe dem Land nichts, da der dort produzierte Strom nach Thailand verkauft werde. Laos müsste weiterhin Strom aus Vietnam und China importieren, da die Verteilnetze nicht an den Staudamm angeschlossen seien. Die örtliche Bevölkerung habe wenig von dem Kraftwerk.

## Weiterführende Literatur
- Eric Baran, Michel Larinier, Guy Ziv, Gerd Marmulla: Review of the Fish and Fisheries Aspects in the Feasability Study and the Environmental Impact Assessment of the Proposed Xayaburi Dam on the Mekong Mainstream. Report prepared for the WWF Greater Mekong, März 2011.
- Richard P. Cronin: Laos’ Xayaburi dam project. Transboundary game changer. (PDF; 765 kB) Global Water Forum Discussion Paper Nr. 1216, April 2012.
- Joakim Öjendal, Kurt Mørck Jensen: Politics and Development of the Mekong River Basin. Transboundary Dilemmas and Participatory Ambitions. In: Politics and Development in a Transboundary Watershed: The Case of the Lower Mekong Basin. Springer, Dordrecht 2012, S. 37–61.
- Gayathri Vaidyanathan: Remaking the Mekong. (PDF; 4,8 MB) In: Nature, Band 478, 20. Oktober 2011, S. 305–307.